# Anton Beinhauer
Anton Beinhauer (20. ledna 1813 Fulnek – 28. ledna 1878) byl rakouský lékař a politik německé národnosti ze Slezska, během revolučního roku 1848 poslanec Říšského sněmu.

## Biografie
Roku 1849 se uvádí jako Anton Beinhauer, doktor medicíny a městský lékař (fyzikus) v Bílovci. Uvádí se etnicky jako Němec.
Během revolučního roku 1848 se zapojil do veřejného dění. Ve volbách roku 1848 byl zvolen i na ústavodárný Říšský sněm. Zastupoval volební obvod Bílovec. Tehdy se uváděl coby doktor a městský lékař. Řadil se k sněmovní levici.
V roce 1868 je uváděn jako obecní radní v Bílovci.